# Provincia de Célebes Occidental
Célebes Occidental (indonesio: Sulawesi Barat) es una de las provincias pertenecientes a la República de Indonesia. Su ciudad capital es Mamuju.

## Demografía
La población de esta provincia es de 938.254 personas. Como tiene una extensión de 16.796,19 kilómetros cuadrados, la densidad poblacional es de 55,86 habitantes por kilómetro cuadrado.
Como su propio nombre indica, esta provincia es la más occidental de la Isla de Célebes. Limita al norte y este con la Provincia de Célebes Central; al sureste, con la Provincia de Célebes del Sur; y, por último, al oeste colinda con el Estrecho de Macasar.

### Religiones
| Regencia                                       | Islam  | Protestantismo | Catolicismo | Hinduismo | Budismo | Confucionismo | Creencias populares |
| ---------------------------------------------- | ------ | -------------- | ----------- | --------- | ------- | ------------- | ------------------- |
| Majene                                         | 99.75% | 0.10%          | 0.10%       | 0.02%     | 0.03%   | 0.00%         | 0.00%               |
| Mamasa                                         | 20.29% | 70.80%         | 4.35%       | 2.92%     | 0.01%   | 0.01%         | 1.62%               |
| Mamuju                                         | 81.61% | 16.61%         | 0.87%       | 0.88%     | 0.02%   | 0.01%         | 0.00%               |
| Central Mamuju                                 | 80.24% | 12.90%         | 2.18%       | 4.57%     | 0.10%   | 0.01%         | 0.01%               |
| Pasangkayu                                     | 86.98% | 6.99%          | 1.83%       | 4.19%     | 0.01%   | 0.01%         | 0.00%               |
| Polewali Mandar                                | 96.00% | 2.77%          | 1.00%       | 0.19%     | 0.04%   | 0.00%         | 0.00%               |
| Conjunto de la provincia de Célebes Occidental | 82.22% | 14.82%         | 1.47%       | 1.25%     | 0.04%   | 0.01%         | 0.19%               |